# Jessé Souza
Jessé José Freire de Souza — ou Jessé de Souza — (né le 29 mars 1960) est un universitaire et chercheur brésilien en sociologie.

## Biographie
Après une formation au droit à l'université de Brasilia (1981), il obtient un master en sociologie décerné par la même institution en 1986.
En 1991, docteur en sociologie à l'université de Heidelberg (Allemagne), pays où il enseigne cette discipline à l'université de Flensbourg en 2006.
Il a écrit plus de quinze livres, en portugais, anglais et allemand sur la sociologie politique et la théorie de la modernisation périphérique. Actuellement, il est professeur titulaire de sociologie à l'université fédérale de Juiz de Fora, au Minas Gerais.

## Œuvres
- Souza Jessé (Org.), A Invisibilidade da Desigualdade Brasileira, Belo Horizonte: UFMG, 2006.
- Souza Jessé (Org.), Imagining Brazil, Lanham: Lexington Books, 2006.
- Souza Jessé, Die Soziale Konstruktion der Peripheren Ungleicheit, Wiesbaden: VS Wissenschatten, 2006.
- Souza Jessé, A Construção Social da Subcidadania, Belo Horizonte: UFMG, 2006.
- Souza Jessé, A Modernização Seletiva: Uma Reinterpretação do Dilema Brasileiro, Brasília: UNB, 2000.

## Prix
- Mention Honorable dans le concours des meilleures thèses de diplôme d'études approfondies de l'ANPOCS (Association nationale de Pós-Graduação et Pesquisa dans des Sciences Sociales), 1986.